# 谢苗·库尔科特金
谢苗·康斯坦丁诺维奇·库尔科特金（俄语：Семён Константинович Куркоткин，1917年2月13日—1990年9月16日），苏联军事领导人，苏联英雄（1981年）。苏联元帅（1983年）。曾任苏军驻德集群总司令，苏联国防部副部长兼苏联武装力量后勤部部长等职。

## 生平
1917年1月31日出生于莫斯科省拉缅斯科耶区扎普鲁德纳亚村。1936年毕业于莫斯科工业师范学校，1937年参加工农红军，1939年毕业于奥廖尔装甲兵学校，1940年加入联共（布），1941年毕业于赤塔军事政治学校。
1941年6月苏德战争爆发后，任独立第七集团军步兵师独立侦察营坦克连政治指导员。1942年5月，被派往沃罗涅日方面军，历任某独立坦克营政治委员、营长、坦克团副团长。1943年10月，任乌克兰第一方面军近卫坦克14旅副旅长，参与下第聶伯河攻勢、日托米尔-别尔季切夫等战役战斗。1944年10月，任近卫坦克第4集团军近卫坦克13旅旅长，在西里西亚、柏林和布拉格参与最后的战斗。
战后的1945年6月至1946年10月，任莫斯科军区第13近卫坦克团团长。1951年5月毕业于装甲坦克兵军事学院。1952年12月，任近卫坦克第10师师长。1958年毕业于总参军事学院。1959年2月，任北高加索军区第6军军长。1960年5月，任白俄罗斯军区近卫坦克第5军军长。1965年1月，任苏军驻德集群近卫坦克第2军军长。1965年7月，任苏军驻德集群第3集团军司令。1966年8月，任苏军驻德集群第一副总司令。1968年4月，任外高加索军区司令。1971年9月至1972年7月，任苏军驻德集群总司令。1972年晋升大将。
1972年7月至1988年5月，任苏联国防部副部长兼苏联武装力量后勤部部长。1981年2月18日被授予苏联英雄称号。1983年3月25日晋升苏联元帅。1988年5月，任苏联国防部总监察组总监察员。1990年9月16日在莫斯科逝世。葬于新圣女公墓。
在苏联共产党党务方面，1971年至1976年担任苏共中央候补委员。1976年至1989年担任苏共中央委员。
获列宁勋章5枚，十月革命勋章1枚，红旗勋章3枚，二级库图佐夫勋章1枚，二级博格丹·赫梅尼茨基勋章1枚，一级卫国战争勋章2枚，红星勋章、三级在苏联武装力量中为祖国服务勋章各1枚，奖章及国外勋奖多枚。

## 军衔
- 上校（1950年4月20日）
- 装甲兵少将（1955年5月3日）
- 装甲兵中将（1963年2月22日）
- 上将（1967年2月24日）
- 大将（1972年11月3日）
- 苏联元帅（1983年3月25日）